# Iris Falcam
Iris Falcam (25 août 1938, Honolulu - 19 février 2010, Île Pohnpei) est une bibliothécaire micronésienne, première dame entre 1999 et 2003 lors de la présidence de son mari, Leo Falcam.

## Biographie
Après avoir travaillé comme bibliothécaire au congrès de Micronésie, elle rejoint dans les années 1970 le college of Micronesia-FSM où elle travaillera comme bibliothécaire en chef jusqu'à sa mort en 2010. Elle participera à ce poste à plusieurs travaux de recherche et sera engagée dans différentes initiatives allant au-delà du college of Micronesia. Elle contribue notamment au projet Bibliography of published & unpublished reports from the Commonwealth of the Northern Mariana Islands, FSM, Guam, Marshall Islands & Palau qui donne lieu au milieu des années 1990 à la constitution d'une base de données de près d'un millier de références. En 2009, lors de la 19e conférence PIALA (Pacific Islands Association of Libraries, Archives and Museums) elle reçoit un Lifetime Achievement Award pour l'ensemble des actions en faveur des bibliothèques menées au cours de sa carrière.
Iris Falcam s'est aussi engagée au cours de sa vie auprès de plusieurs causes, notamment la Croix-Rouge micronésienne. 
Iris Falcam est la mère de Leo A. Falcam junior, chef de cabinet auprès de plusieurs présidents micronésiens et négociateur en chef auprès du Joint Committee on Compact Review and Planning (JCRP) des États fédérés de Micronésie.